# オンデンザメ
オンデンザメ Somniosus pacificus（隠田鮫、英: Pacific Sleeper Shark）は、オンデンザメ科に属するサメの1種。　

## 形態
ツノザメ目では近似種のニシオンデンザメと並ぶ最大種であり、体長は雄で440 cm（センチメートル）、雌430 cmが捕獲最大記録となっているが、これまでに深海で推定7 m（メートル）以上の巨大な個体が撮影されたことから、さらに大きなものが存在する可能性も否定できない。成熟サイズは雌370 cm、雄全長385 cm。
体型は流線形で、太く重量感がある。体色は黒色がかった灰色。2つの背鰭はほぼ同じ大きさで、やや後方に位置する。臀鰭はない。近縁の深海性ツノザメと違い、体に比べて目が小さく、鼻孔穴は大きい。口は大きく、上顎の歯は、下顎の歯よりも伸び、下顎の歯は中心を境に左右対称の鋸状になっている。胸鰭や背鰭も体の大きさに比べてやや小さい。皮膚は鮫肌特有のザラザラ感があるが、その身体は深海魚らしく、ぷよぷよとしており、柔らかい。

## 分布
北太平洋の温帯から寒帯海域、日本、バハ・カリフォルニア（メキシコ）からベーリング海にかけて分布。生息水深帯は海表面である0 m から深海である2,000 m 付近まで。
寒い海域では海洋表面にもみられるが、暖かい海域では表面には出現せず、もっぱら深海の海底付近で生活する。駿河湾ではしばしば本種が確認され、観察されている事でも有名。

## 生態
肉食性で、表層から大陸棚付近の海底に生息する動物を捕食する。貪欲で口に入るものは何でも食べ、魚類やイカ、タコなど頭足類、甲殻類、海産哺乳類に加え、生物の死骸も食する。身体の大きさから深海生態系の頂点に立つと思われ、自然界では天敵はほとんどいない。
妊娠雌は確認されていないため繁殖様式は不明であるが、おそらく卵黄依存型の胎生である。
近縁種のニシオンデンザメは全長 5 m で400歳±100歳という分析があるため、当該種も同様であると予測されている。
泳ぐ速さは1 km/h 程度と、サメ類に限らず大型魚類の中でも極端に遅い。
眼の角膜に寄生性カイアシ類 Ommatokoita elongata がよく付いている。同じツノザメ目のダルマザメの攻撃も受けており、ダルマザメに体表を傷つけられた跡が見られる場合もある。

## 人との関わり

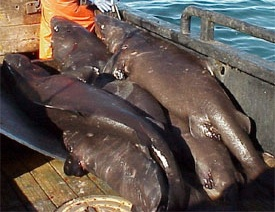
漁獲されたオンデンザメ。餌は動物質のものなら、何にでも食らいつく。

種々の漁業で混獲されるが、普通は捨てられる。肉は食用には適さないが、肝臓は肝油の原料となる。しかし、深海性であるために漁獲高は低く、大型種とはいえ、日本では産業的にはそれほど重要種ではない。
深海性であるために直接人間と関わることはほとんどない。特に、大きさの割に筋肉が少なく泳ぐことが遅いため、人を襲うことはない。もちろん、体の大きさと食性を鑑み潜在的には危険である可能性もあるが、実際のところ、浅い海に引き揚げられた際には自重に比して少ない筋肉量により、漁獲されると激しく暴れる浅海の他の大型のサメと比較して、殆ど暴れることなく漁獲される。

### 飼育記録
深海に住むため、水族館での飼育記録は数えるほどしかない。
最初の記録はアメリカのもので、1988年12月1日にモントレー湾の水深600 m の中層トロールで採集した約66 cm の個体をモントレーベイ水族館が飼育したが、同年12月9日に死亡した。
日本では1999年4月19日に函館市南部30 km 地点の最大水深68 m の定置網で捕えられた175 cm 程の個体を魚類学者・仲谷一宏がおたる水族館に寄贈し約1週間程度の飼育したものが最初である。この個体はおたる水族館の予備水槽で飼育を試みられていたが、摂餌した餌を吐き戻し、以降無摂餌状態が続き4月26日に死亡した。同年5月25日にも定置網に入網があり、6月7日まで臼尻町にある研究所で飼育されていたが、継続飼育が難しくなり同様におたる水族館に寄贈された。おたる水族館では6月7日から6月16日まで展示水槽にて飼育を行った。同個体は5日間の無摂餌状態、輸送時にできた擦過傷の悪化など徐々に衰弱し状況改善が難しいと判断されたため放流された。こちらの個体は研究所での飼育期間を含め約3週間飼育された
。2001年にその飼育例の詳細が論文としてまとめられている。
また、2013年の4月27日に富山県魚津市青島沖水深450 m の刺底刺網で捕獲された個体は魚津水族館の予備水槽で同年5月2日まで飼育された。
さらに、2015年3月18日に静岡県の沼津港深海水族館にて、170 cm のオンデンザメが運び込まれ、7日間飼育展示された。
2019年3月21日には宮城県の仙台うみの杜水族館に生きた状態で搬入されたが、展示されることはなくその日のうちに死亡した。また、同水族館では同年3月27日にも石巻沖で捕獲された全長120 cm ほどの若い別の個体を搬入し3月29日の朝まで展示した。